# 埃爾莫爾沙漠牧場 (加利福尼亞州)
埃爾莫爾沙漠牧場（英語：Elmore Desert Ranch）是位於美國加利福尼亞州因皮里爾縣的一個非建制地區。該地的面積和人口皆未知。

## 地理
埃爾莫爾沙漠牧場的座標為33°06′13″N 115°48′02″W / 33.10361°N 115.80056°W，而該地的平均海拔高度為-54米（即-177英尺）。